# Ràtio de despeses totals
La ràtio de despeses totals (en anglès: total expense ratio, TER) és una mesura del cost total d'un fons per a l'inversor.